# Квинт Минуций Терм (трибун)
Квинт Минуций Терм (на латински: Quintus Minucius Thermus) е политик на Римската република през края на 1 век пр.н.е. по времето на заговора на Катилина. Произлиза от фамилията Минуции, клон Терм.
През 62 пр.н.е. е народен трибун. Консули тази година са Децим Юний Силан и Луций Лициний Мурена.